# Insurrecciones federalistas

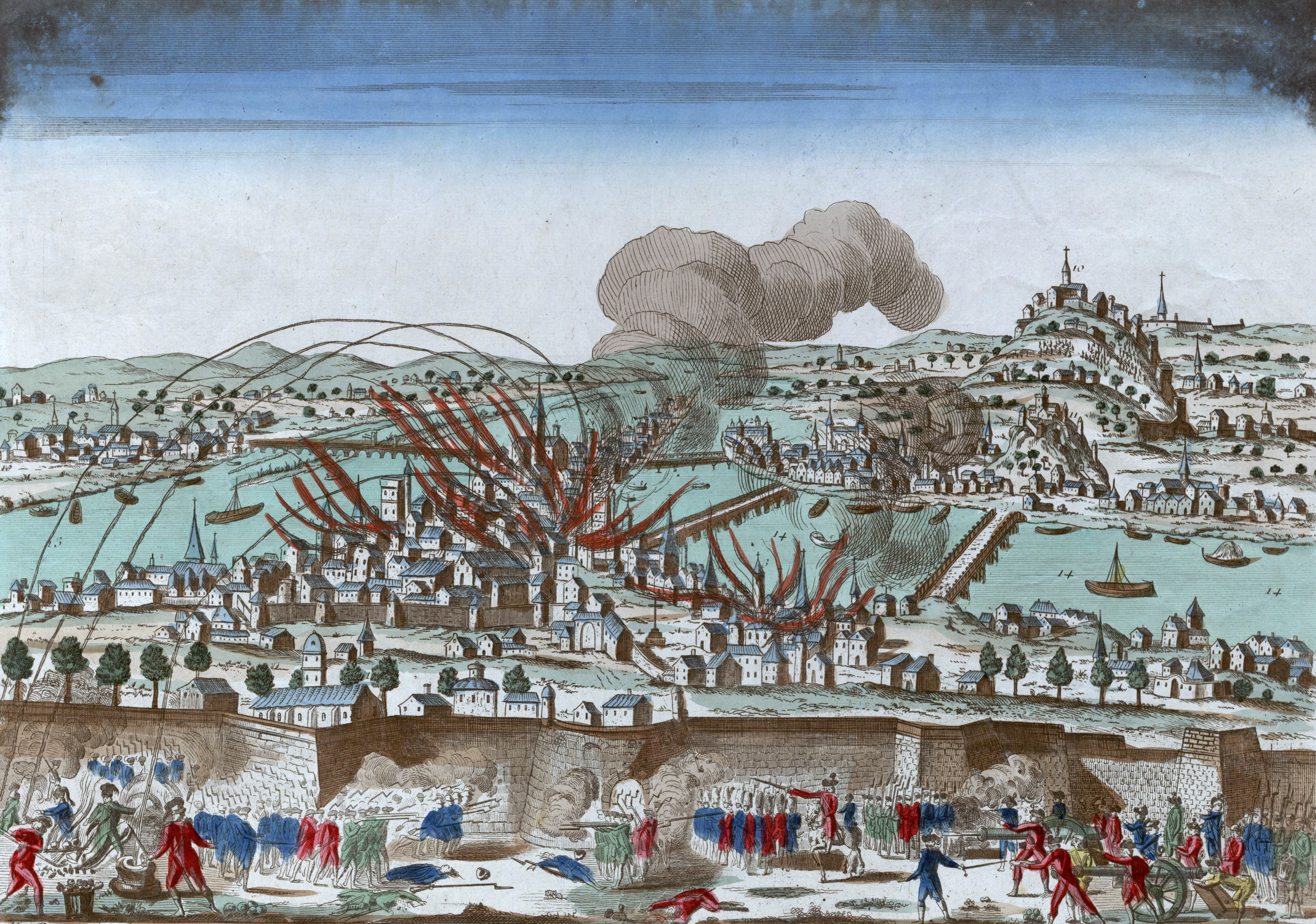
Sitio de Lyon por las tropas de la Convención La Montaña en agosto de 1793

Las insurrecciones federalistas son unas rebeliones que tienen lugar durante la Primera República Francesa entre junio y diciembre de 1793 y que están protagonizadas por algunos departamentos del oeste, del sudoeste y del sudeste de Francia que se "federan" para hacer frente al "centralismo" de París, dominado por La Montaña y por el movimiento de los sans-culottes. El desencadenante de las insurrecciones es la caída de los girondinos que se produce durante las jornadas del 30 de mayo al 2 de junio de 1793.

## Orígenes

### La idea de "federación" en la Revolución Francesa

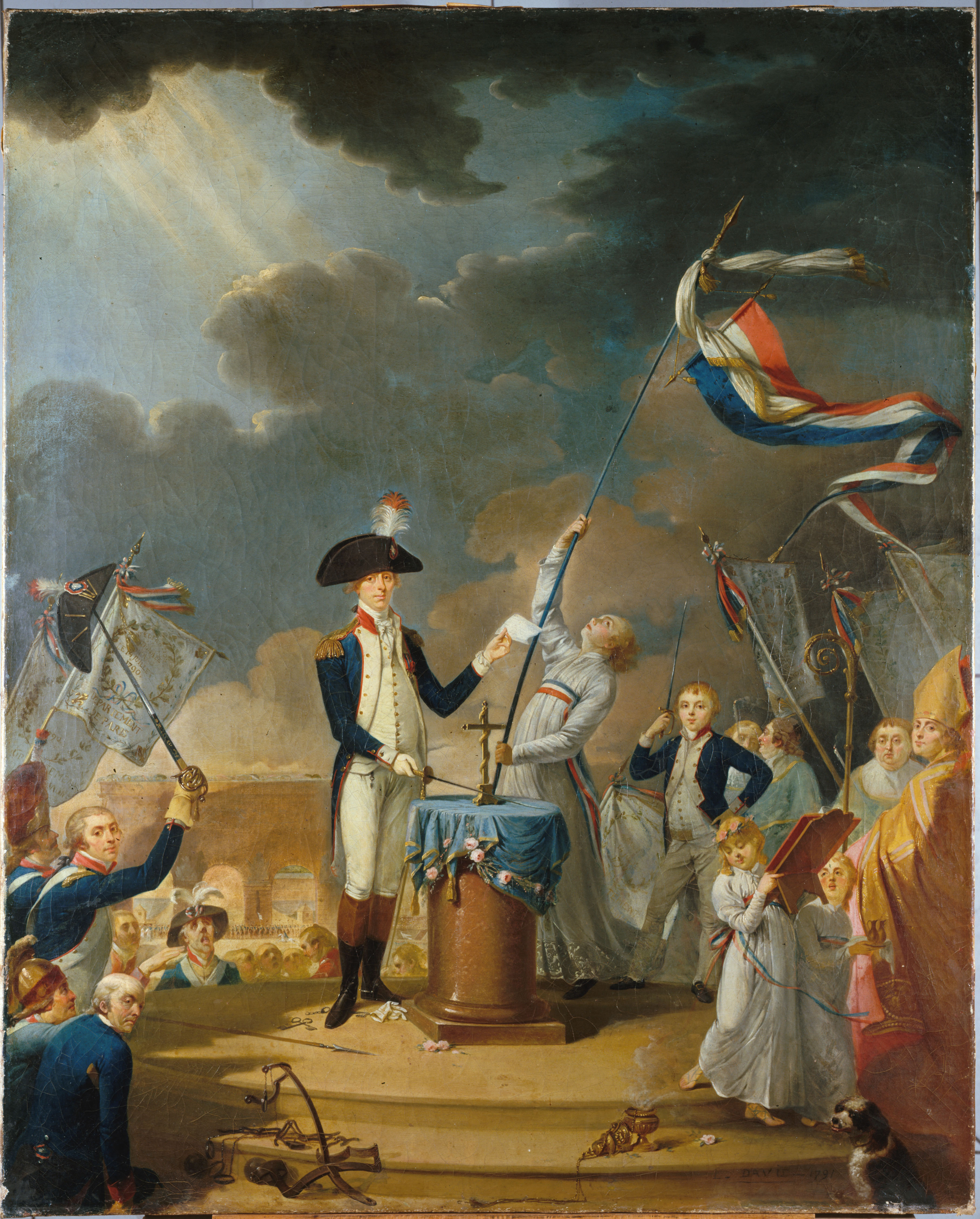
Juramento del general La Fayette, como jefe de la Guardia Nacional, en la Fiesta de la Federación del 14 de julio de 1790

La idea de federación va unida a la de nación — conjunto de los ciudadanos que han asumido la soberanía—. Nace en el verano de 1789 entre los miembros de la Guardia Nacional de algunas localidades que deciden "federarse" con los de otras prestando un juramento de ayuda mutua. Este tipo de actos se extienden por todo el país hasta que la Asamblea Nacional Constituyente organiza en París la "Fiesta de la Federación" en el primer aniversario de la revolución, el 14 de julio de 1790. Asisten cerca de 15.000 guardias nacionales procedentes de todos los departamentos y durante la misma se celebra una ceremonia cívico-religiosa en torno al "altar de la patria", para mostrar la unión de todos los franceses. Esta idea de la "federación" se refuerza cuando se declara la guerra en abril de 1792 y decenas de batallones de guardias nacionales "federados" acuden a París, para celebrar una nueva "Fiesta de la Federación" el 14 de julio y luego dirigirse al norte —los batallones "federados" de Marsella cantan en Estrasburgo el himno Chant de guerre pour l'armée du Rhin compuesto por Rouget de Lisle, que pronto será conocido como La Marsellesa—. Estos guardias nacionales "federados", junto con las secciones parisinas y los sans-culottes, protagonizan la jornada del 10 de agosto de 1792 que pone fin a la monarquía de Luis XVI.

### Las jornadas del 31 de mayo - 2 de junio de 1793: la caída de los girondinos
Tras el arresto de Luis XVI y de su familia se convocan elecciones por sufragio universal para una Convención Nacional que asumirá los poderes del Estado y elaborará una nueva Constitución para Francia. Cuando ésta se reúne el 21 de septiembre de 1792 proclama la República y decide juzgar a Luis XVI. En la Convención los diputados se dividen en tres grandes grupos: los girondinos, cuyo líder es Brissot, no aceptan las reivindicaciones de los "radicales" sans-culottes y pretenden estabilizar la revolución; La Montaña, que constituye la izquierda de la asamblea —formada por jacobinos y por cordeliers— y cuyos líderes son Danton, Marat y Robespierre apoyan buena parte del programa de los sans-culottes; el tercer grupo lo integran la mayoría de los diputados que no tienen una tendencia política definida y que son conocidos como la Llanura (La Plaine) o El Pantano (el Marais). En principio son los girondinos los que gobiernan gracias al apoyo de La Llanura.

Maximin Isnard, diputado y miembro del gobierno girondino.

Las divergencias entre los girondinos y los montagnards van creciendo a causa de los graves problemas que amenazan a la República, especialmente la guerra con la Primera Coalición, que se ha formado entre las monarquías absolutas europeas y Gran Bretaña tras la ejecución de Luis XVI en enero de 1793, y la rebelión de la Vendée. Para hacer frente a la crítica situación exterior e interior los montagnards —apoyados por los sans-culottes— proponen una serie de medidas radicales a las que se opone el gobierno girondino, lo que conduce a la ruptura entre ambos grupos. Los girondinos cuentan con el apoyo de las principales ciudades —Lyon, Marsella, Burdeos y Caen—, excepto París cuya Comuna está dominada por jacobinos y cordeliers. Así el enfrentamiento entre girondinos y montagnards también se interpreta como el conflicto entre el "centralismo" montagnard de París y el "federalismo" girondino de la periferia.> 
En abril de 1793 los diputados de La Montaña presionados por los sans-culottes piden la detención de 22 diputados girondinos acusados de haber intentado "salvar al tirano" (de haber votado en contra de la ejecución de Luis XVI). La respuesta de los girondios es conseguir que la Convención ordene detener a Marat, el líder montagnard más radical y que cuenta con más apoyos entre los sans-culottes. Pero Marat sale reforzado del juicio porque es absuelto por el Tribunal Revolucionario. Poco después, el 18 de mayo, los girondinos forman en la Convención la Comisión de los Doce, con la misión de investigar las actividades de la Comuna de París, que acaba ordenando la detención de dos líderes de los sans-culottes, el cordelier Hébert y el enragé Valet. Cuando las secciones parisinas protestan el 25 de mayo el girondino Maximin Isnard declara en la Convención: "Si mediante una insurrección se atentase contra la representación nacional... en nombre de toda Francia, os lo declaro: París sería aniquilado...".

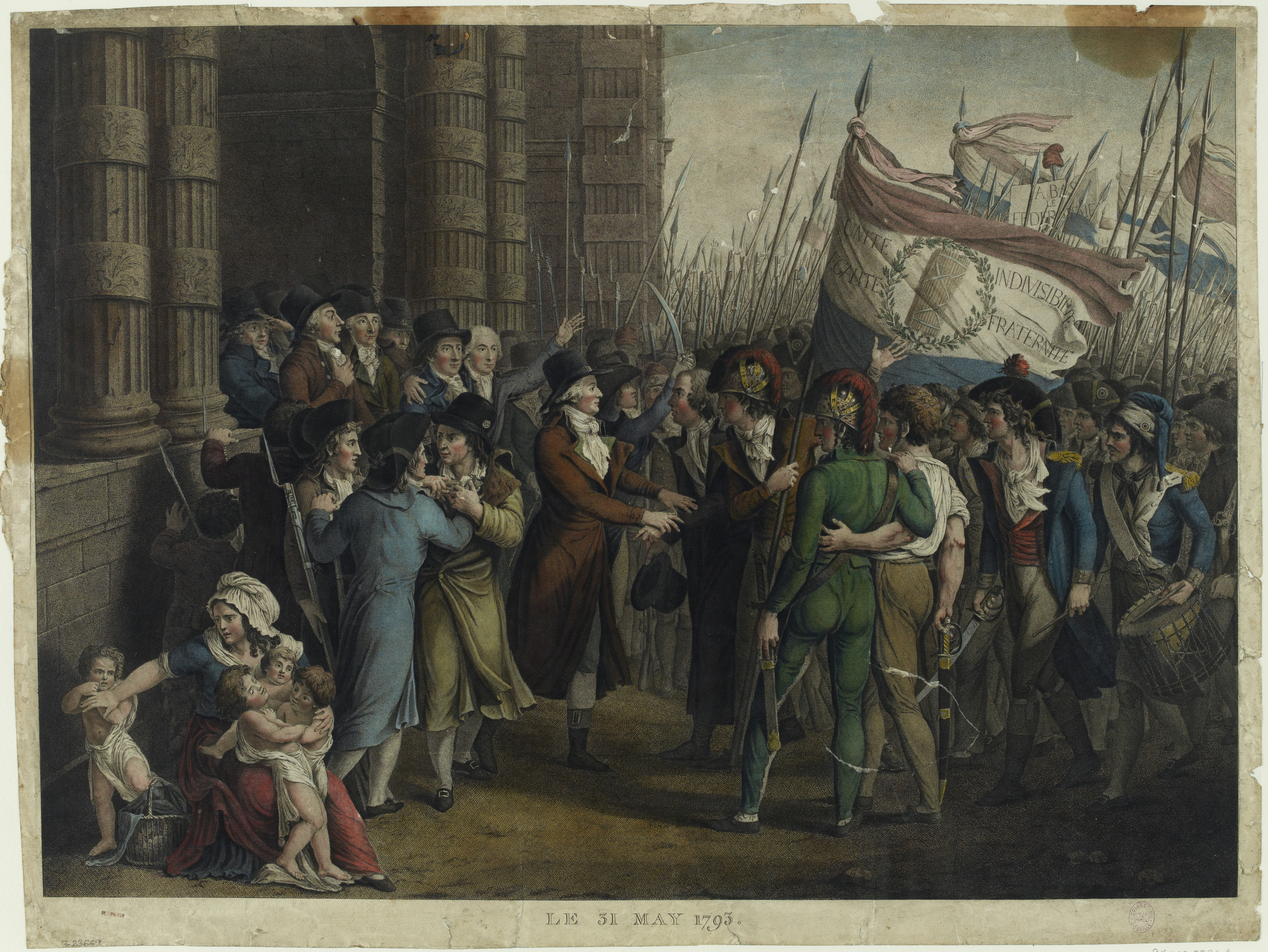
Los insurgentes rodean la Convención el 31 de mayo de 1793

El 31 de mayo estalla la sublevación de los sans-culottes de París. El comité de enlace de las secciones creado dos días antes presenta ante la Convención sus peticiones: que los 22 diputados girondinos junto con los miembros de la Comisión de los Doce sean detenidos y juzgados; que se organice un ejército revolucionario que asegure el suministro de los bienes básicos a la capital y aplique medidas de excepción; que se establezca un máximo a los precios, un impuesto a los ricos y una ayuda a los indigentes. La Convención solo acepta disolver la Comisión de los Doce y las ayudas a los seccionarios. Así en la noche del 1 al 2 de junio agentes de la Comuna detienen a madame Roland y otros jefes girondinos y después ordena que la Convención sea rodeada por la Guardia Nacional. "El 2 de junio, la Convención, después de un debate dramático desarrollado bajo la amenaza de los cañones de la guardia nacional, entrega a los 22 girondinos". A estos 22 se añadieron nueve diputados que formaban parte de la Comisión de los Doce y los ministros Clavière y Lebrun. En la confección de la lista participó muy activamente Marat, aunque la mayor parte de los diputados de La Montaña se abstuvieron en la votación final. En los días siguientes varios centenares de sospechosos fueron también detenidos.
"La jornada del 2 de junio señala un giro importante: por primera vez, una insurrección elimina a un partido del poder".<>

## Desarrollo

### Los levantamientos
Los girondinos quedaron bajo arresto domiciliario sin demasiada vigilancia por lo que en las semanas siguientes muchos de ellos pudieron huir de París y dirigirse a los departamentos donde contaban con apoyos, especialmente los más cercanos de Normandía. De esta forma algunos de ellos —Brissot, en cambio, fue capturado antes de llegar a Caen— pudieron alentar personalmente o mediante cartas las sublevaciones "federalistas" que hicieron que "Francia se precipitara de manera terrible hacia una guerra civil entre republicanos, lo que iría a añadirse a las desgracias de una nación que ya se estaba viendo atacada desde fuera y desde dentro".

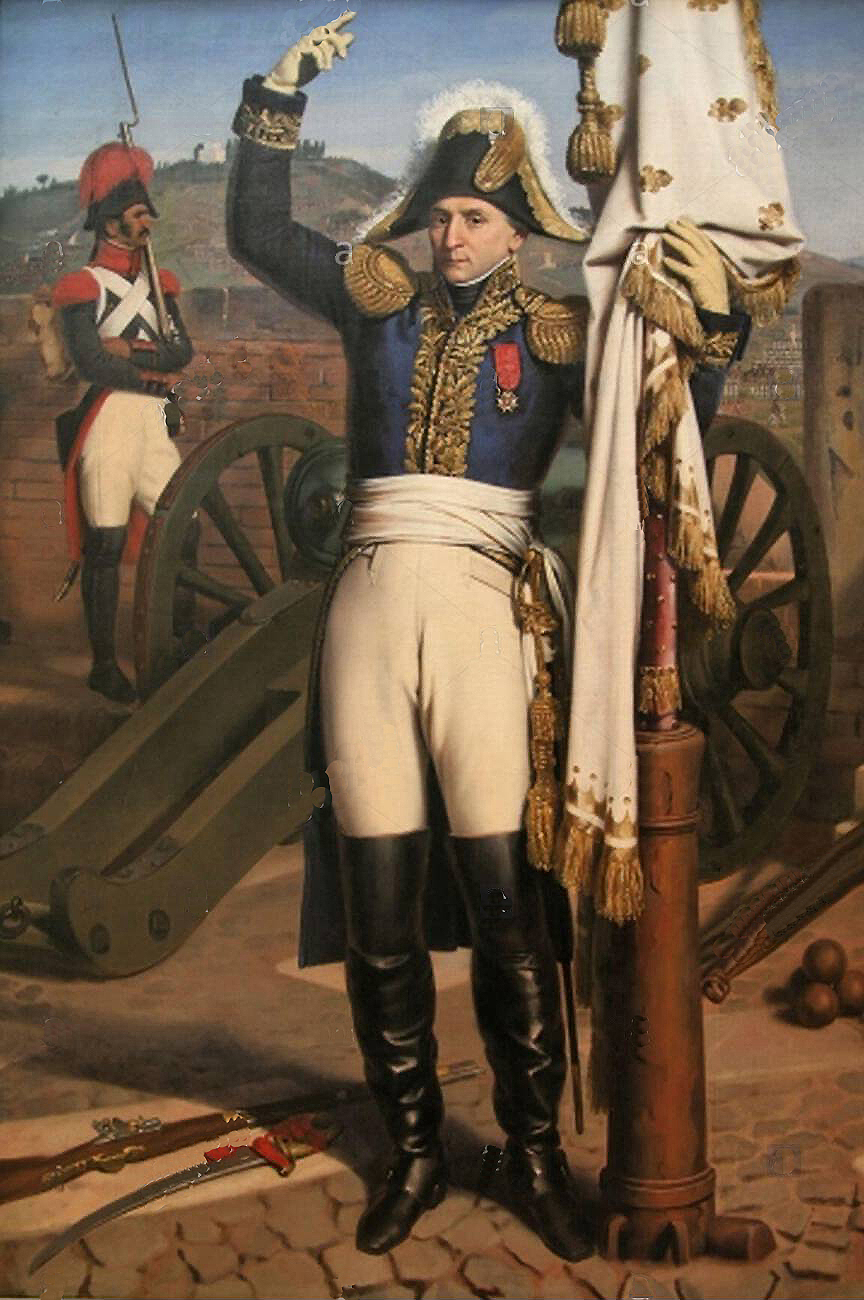
Louis François Perrin de Précy, jefe militar de los insurrectos de Lyon. Pintura de Jean-Joseph Dassy.

En Lyon, la segunda ciudad de Francia, el 29 de mayo, dos días antes del inicio de las sublevación antigirondina en París, ya se había producido un levantamiento armado contra las autoridades jacobinas de la ciudad —precisamente el conocimiento de la noticia en la capital había contribuido a la sublevación de los sans-culottes, lo mismo que las informaciones que llegaban a París de que en Marsella se estaba preparando otra insurrección "federalista"—. "El período que siguió a la insurrección guardaba notables similitudes con lo ocurrido en París: los militantes de las secciones (de ideología antijacobina en este caso) prendieron a cientos de sus enemigos políticos, a menudo en circunstancias confusas, y desarmaron las unidades de la Guardia Nacional que les resultaban sospechosas". El 19 de junio se comenzó a organizar una fuerza armada —que marcharía "contra los rebeldes que se oponen a la voluntad nacional" en la capital— poniendo a su frente al conde de Précy, un monárquico a quien, en secreto, se eximió de jurar lealtad a la República, y que formó su estado mayor con antiguos nobles, incluido un emigré sobrino suyo.
Caen y el departamento de Calvados al que pertenecía se convirtieron en la base del movimiento "federalista" porque dada su relativa cercanía a París allí acudieron la mayoría de los girondinos que habían conseguido huir. La primera decisión que se tomó fue rechazar toda medida que emanase de la Convención y a continuación se acordó formar una "federación" con los departamentos vecinos. A la convocatoria acudieron delegados de cinco departamentos, y aunque la intención inicial había sido formar un ejército que se dirigiera a París, finalmente solo se logró reunir el 10 de julio una fuerza de unos 2.000 hombres al mando del general Félix Wimpffen.
En Burdeos, capital de la Gironda y de donde procedía el núcleo inicial de los diputados del grupo de los girondinos —de ahí su nombre—, cuando se conocieron las noticias de lo que había sucedido en París creció la indignación y el 7 de junio se constituyó una Comisión Popular de Salvación Pública que asumió el poder en la ciudad y en el departamento y organizó la rebelión. El Comité envió delegados para propagar la insurrección a las tres cuartas partes de los departamentos de toda Francia que pidieron que se uniesen a la rebelión contra París. Sin embargo, en Burdeos, al igual que lo sucedido en Caen, tuvieron muchos problemas para constituir una fuerza armada y al final solo consiguieron reunir poco más de cuatrocientos hombres atraídos por el sueldo diario ofrecido por la Comisión.

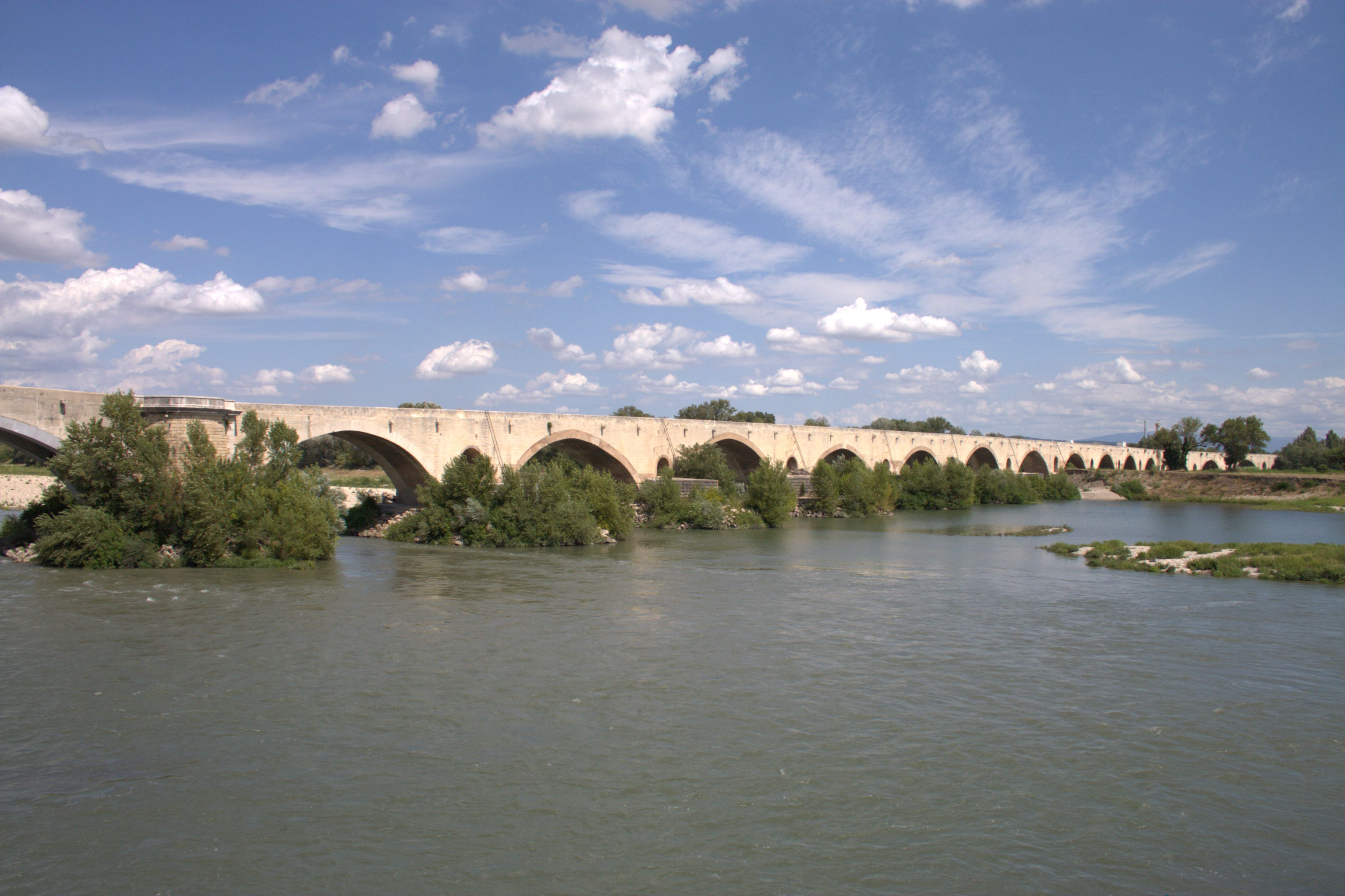
Vista del puente medieval cruzando el Ródano en Pont-Saint-Esprit.

En julio de 1793 se produjeron dos serios reveses militares para los "federalistas". El 13 las fuerzas del general Wimpffen eran derrotadas, solo tres días después de su formación, dejando expuesta a la ciudad de Caen al avance de las fuerzas de la Convención montagnard, lo que provocó que los diputados girondinos salieran huyendo, dirigiéndose algunos a Burdeos. El 14 las fuerzas federalistas de Nimes perdían la cabeza de puente de Pont-Saint-Esprit lo que suponía que los "federalistas" de Marsella tenían cortado el paso para acudir en ayuda de Lyon, declarada dos días antes en estado de rebelión por la Convención.

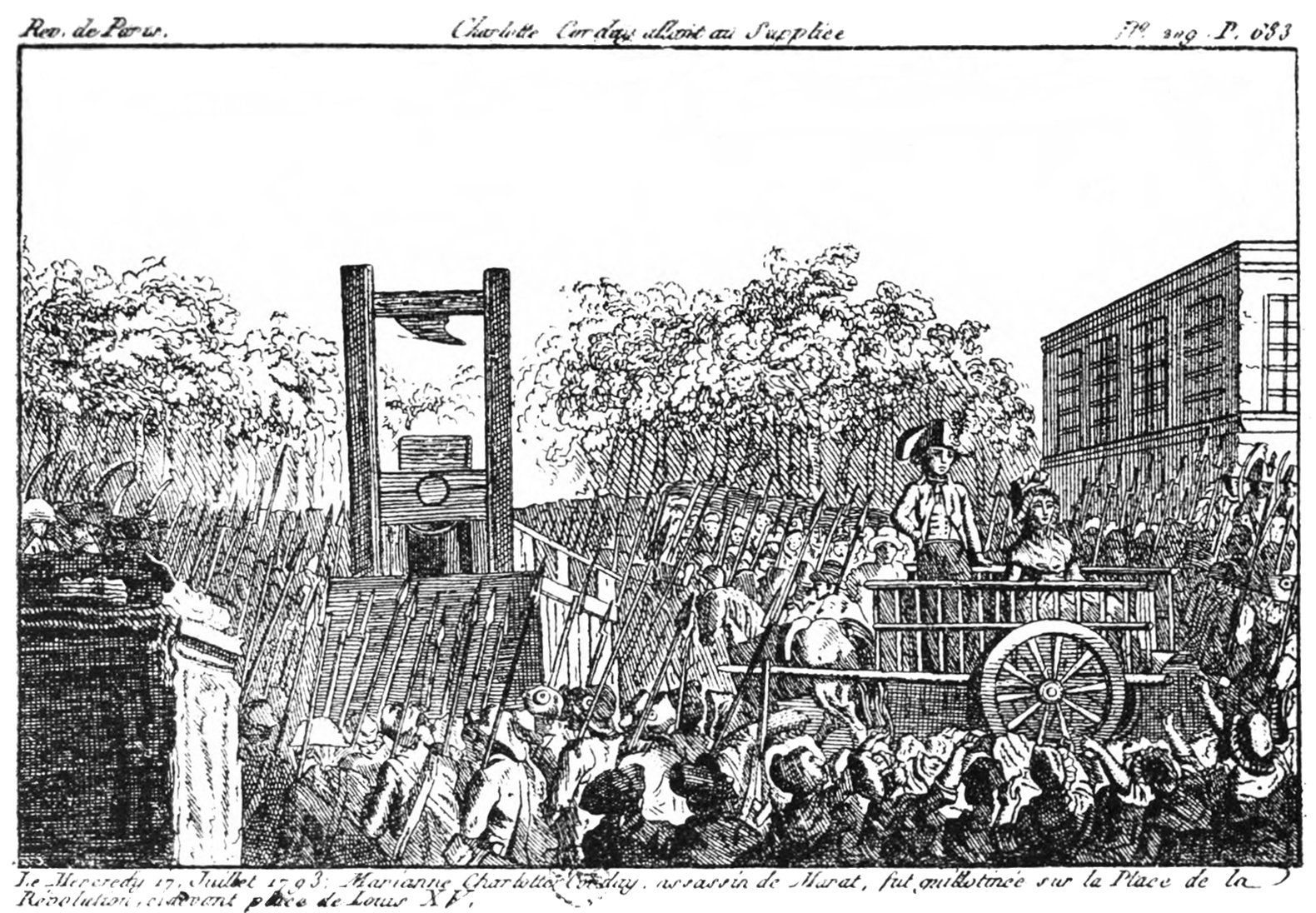
Charlotte Corday, conducida a la guillotina

A esto se sumó la conmoción causada entre los montagnards por el asesinato de Marat en París el día anterior acuchillado en su bañera por la simpatizante girondina Charlotte Corday llegada a la capital desde Caen. Durante el juicio al que fue sometida el 17 de julio afirmó: "Yo sabía que [Marat] estaba pervitiendo Francia. He matado a un hombre para salvar a cien mil". El 17 de julio, el mismo día en que Charlotte Corday era guillotinada en París, en Lyon era guillotinado el antiguo alcalde jacobino, "un demagogo extremista llamado Marie-Joseph Chalier", poniéndose fin así fin a cualquier posibilidad de reconciliación entre federalistas y montagnards.

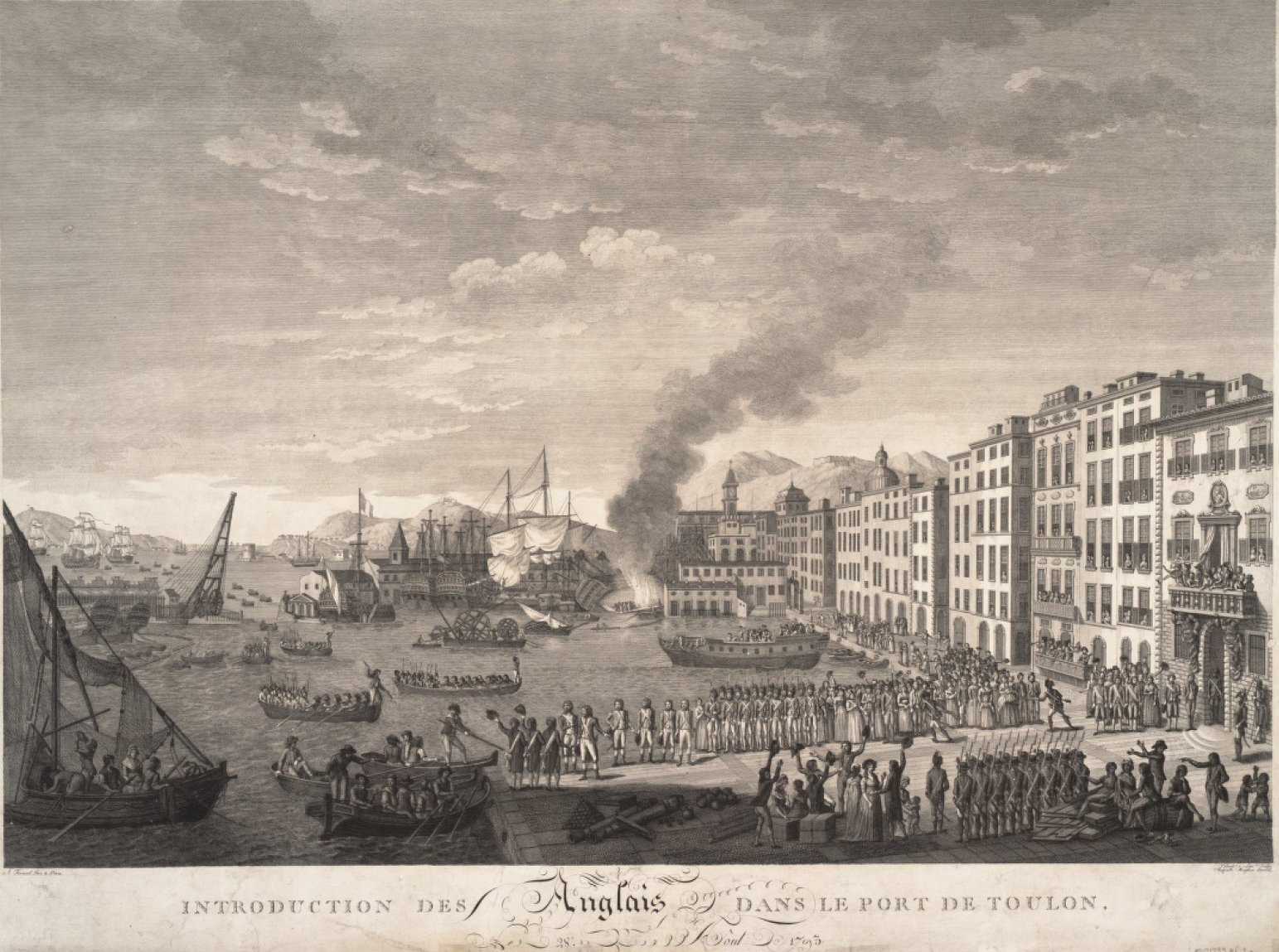
La flota anglo-española de la Primera Coalición entrando en Tolón, 1793.

Ante las derrotas de las fuerzas "federalistas" -Aviñón cayó en manos de las fuerzas de la Convención el 27 de julio—, la Comisión Popular de Salvación Pública de Burdeos acordó el 2 de agosto disolverse y licenciar a las exiguas fuerzas militares que había conseguido reclutar —sin embargo cuando el 19 de agosto dos representantes en misión enviados por la Convención entraron en la ciudad fueron apaleados, insultados y expulsados de ella por la multitud—. El 9 de agosto Lyon quedó rodeada y por esas mismas fechas lo mismo le sucedió a Marsella. En esta última ciudad a medida que se estrechaba el cerco se fueron deteriorando las condiciones de vida de sus habitantes lo que produjo un enfrentamiento entre dos bandos que estalló el 23 de agosto: los favorables a capitular y los que defendían colaborar con los británicos cuya flota estaba desplegada ante el puerto. Dos días más tarde la ciudad caía ante las fuerzas de la Convención comandadas por el general Carteaux. El 27 de agosto Tolón, donde se refugiaron algunos marselleses contrarios a la capitulación, se entregó a los británicos junto con la flota francesa del Mediterráneo allí amarrada. En París se exigió entonces que se tomaran medidas severas contra los traidores federalistas. El 5 de septiembre la Convención ponía "el Terror a la orden del día".

### La represión

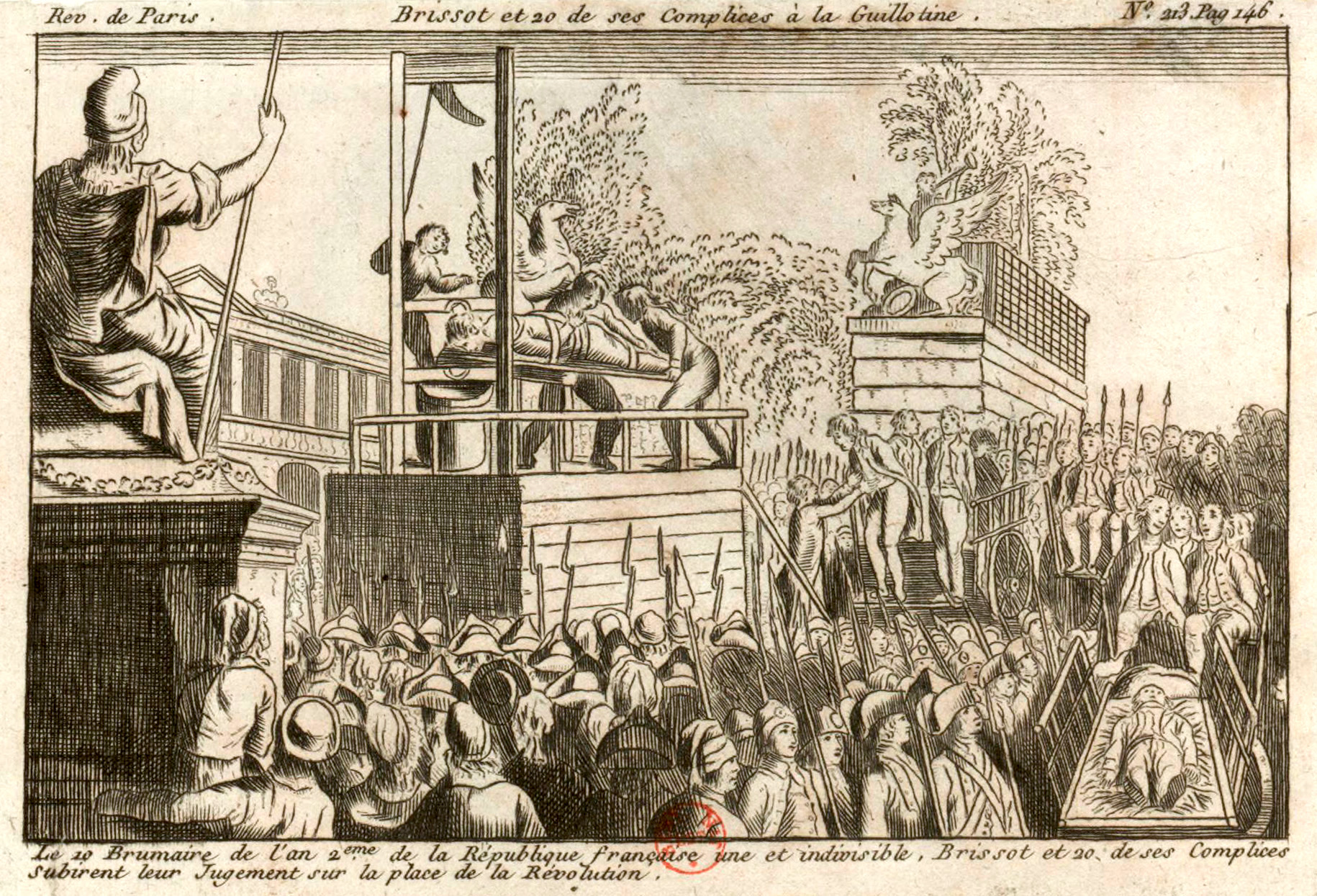
Ejecución de los líderes girondinos.

El 3 de octubre de 1793 la Convención, tras oír un informe del Comité de Seguridad General en el que se exponían los supuestos crímenes y traiciones de los veintidós líderes girondinos que se encontraban en prisión, ordenó al Tribunal Revolucionario que iniciara el juicio contra ellos (otros tantos, al estar huidos, fueron declarados hors la loi —'fuera de la ley'—). Se quiso llevar también ante el Tribunal a setenta y seis diputados de la Convención que habían firmado en junio, en secreto, un escrito de protesta contra la expulsión de los girondinos, y que por esta causa estaban en prisión. Maximilien Robespierre, quien desde el 27 de julio formaba parte del Comité de Salvación Pública —máximo órgano del "gobierno revolucionario"— se opuso y les salvó la vida. El 30 de octubre los veintidós girondinos —entre ellos Brissot y Vergniaud— fueron condenados a muerte y guillotinados al día siguiente.
El 9 de octubre de 1793 capitulaba Lyon que como castigo fue rebautizada como Ville Affranchie ('ciudad liberada'). Se erigió una columna triunfal en la que podía leerse la siguiente inscripción: "LYON DECLARÓ LA GUERRA A LA LIBERTAD; YA NO HAY LYON". En las semanas siguientes más de mil quinientas casas de las personas acomodadas fueron arrasadas por orden del representante en misión Georges Couthon quien el 26 de octubre con un martillo de plata comenzó a echar abajo la primera residencia: "Sirva este ejemplo terrible para infundir temor a futuras generaciones. La nación francesa, grande y justa siempre, sabe cómo recompensar la virtud, y no ignora, por tanto, cómo hay que aborrecer el crimen y castigar la rebelión".
El 17 de octubre los representantes en misión expulsados dos meses antes regresaron a Burdeos, esta vez al frente de mil seiscientos soldados. Eran Claude-Alexandre Ysabeau y Jean-Lambert Tallien que comenzaron a encarcelar a los sospechosos, de los cuales fueron ejecutados sin juicio ciento cuatro en los meses siguientes.

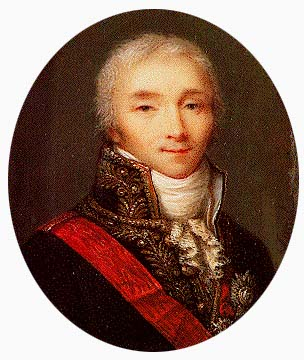
Joseph Fouché.

Mucho más dura fue la represión en la Ville-Affranchie, la antigua Lyon. A principios de noviembre llegaron dos nuevos representantes en misión -Collot d'Herbois, miembro del Comité de Salvación Pública, y Joseph Fouché- con la orden de imponer un castigo ejemplar a la segunda ciudad de Francia, en sustitución de Georges Couthon que había solicitado que lo sustituyesen porque, "como hombre de índole humanitaria que era, le resultaba imposible llevar a cabo acciones más inflexibles que las demoliciones que se pusieron en marcha el 26 de marzo" y que le exigían desde París —en una carta que recibió se le decía: "Debes desenmascarar a los traidores y acabar con ellos sin clemencia"—. Collot y Fouché, dos ultrarradicales,formaron la Comisión Temporal de Vigilancia Republicana que gobernaría la ciudad y dirigiría la represión, con el apoyo de cerca de dos mil soldados del ejército revolucionario que llegaron a la ciudad a finales de mes al mando de otro ultrarradical, Ronsin. Inmediatamente se produjeron miles de detenciones —"Aquí no hay un solo hombre inocente, si no es entre quienes han sido oprimidos o encadenados por los asesinos del pueblo", afirmaron—, a las que siguieron ejecuciones sumarias después de declarar Collot y Fouché el "estado de guerra revolucionaria". Al principio fueron ejecutados en masa utilizando cañones cargados con metralla. Fueron las tristemente célebres mitraillades, que "ineficaces hasta lo grotesco, dieron como resultado cúmulos de víctimas mutiladas que no dejaban de gritar mientras agonizaban y a las que había que rematar con sables y fuego de mosquete soldados que no podían menos de sentir náuseas ante semejante tarea". En vista de esto la Comisión decidió recurrir a "otros métodos más seguros" de ejecución. Así más de 1.800 detenidos fueron fusilados en los meses siguientes.

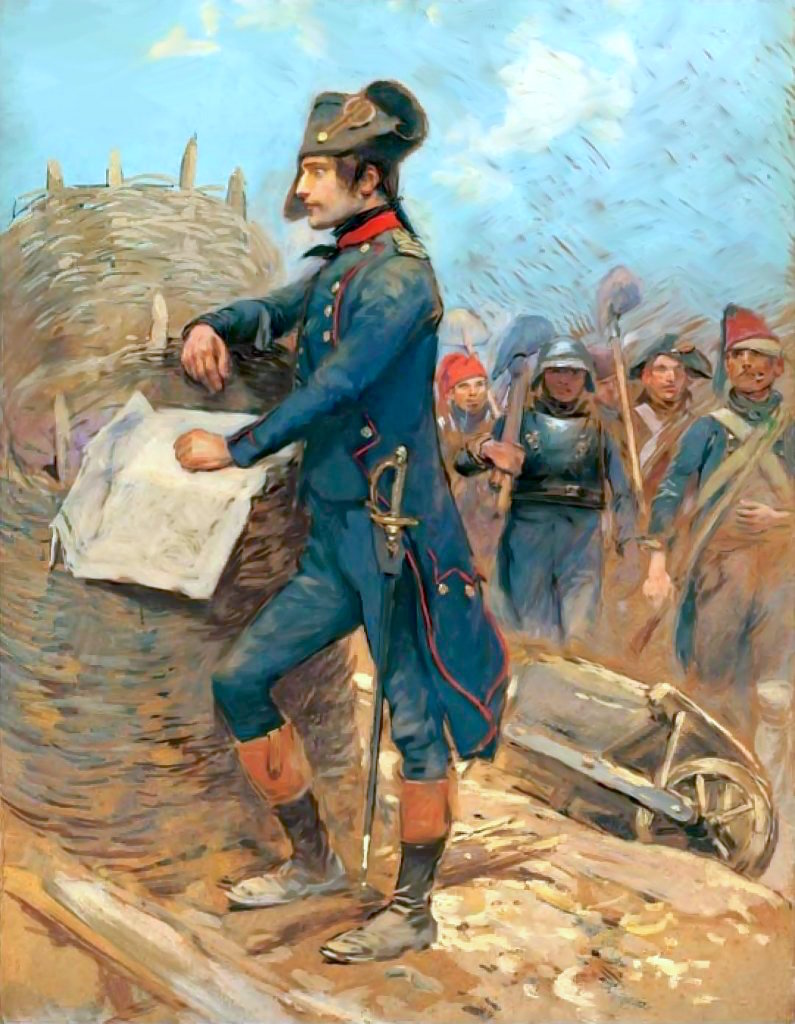
El comandante Napoleón Bonaparte en el sitio de Tolón.

Mientras tanto continuaba el sitio de Tolón, donde se habían refugiado miles de "federalistas" de Marsella y otras ciudades y donde las autoridades se había izado la bandera blanca de la monarquía borbónica. La vida de los habitantes de una ciudad que había duplicado su número se hizo cada vez más difícil. El 17 de diciembre un joven comandante de artillería, Napoleón Bonaparte, dio el golpe decisivo al capturar la fortaleza Pequeña Gibraltar, que permitió a los sitiadores dominar el puerto, lo que obligó a la flota de la Primera Coalición hispano-británica a retirarse —Paul François Jean Nicolas Barras, representante en misión encargado de supervisar el cerco, ascendió inmediatamente a Bonaparte a general de brigada y se convirtió en su protector—. A continuación la ciudad fue sometida a un durísimo bombardeo y miles de civiles y militares huyeron en botes atestados.
La represión que siguió fue terrible. Estuvo dirigida por el representante en misión Louis-Stanislas Fréron, quien comunicó a París: "Estamos matando todo lo que se mueve". "Los habitantes que sobrevivieron fueron obligados a desfilar a través de un espacio abierto fuera de las murallas de la ciudad para que los jacobinos escogiesen a los culpables que habían de ser ajusticiados de inmediato. Los fusilaron por grupos hasta alcanzar un total de quizás ochocientas personas". Otras trescientas fueron ejecutadas tras ser condenadas por una comisión militar, que celebró sesiones hasta el mes de marzo de 1794 y que absolvió a tantas personas como condenó.

## Consecuencias
Con la erradicación del federalismo se consolidó el poder de La Montaña. "El centro volvía a estar unido a todos los frentes bélicos de consideración; las comunicaciones con ellos habían dejado de estar amenazadas, y la unidad republicana —aunque impuesta a golpe de cañón y de guillotina— podía emplearse contra enemigos externos de forma más eficaz en el futuro. En la región occidental, por supuesto, proseguía la guerra con los contrarrevolucionarios de la Vendée".
A más largo plazo, "las consecuencias de la sublevación federalista son considerables. El gobierno revolucionario y después de él todos los gobiernos franceses desconfían de las tendencias separatistas de las provincias o de los departamentos. Se combate todo lo que puede estimular tales tendencias. Las administraciones locales pierden la independencia que tuvieron en la constitución de 1791 y, durante el Terror, son cuidadosamente vigiladas por administradores designados por el poder central: los agentes nacionales. Puesto que todas las huellas y señales, tanto del feudalismo como del federalismo, deben ser aniquiladas, se prohíben en el territorio de la República una e indivisible las lenguas, dialectos y hablas locales. [...] Después del golpe de estado de brumario, el primer cónsul [Napoleón Bonaparte] acentúa la centralización mediante la creación, en cada departamento, de los prefectos y, en cada distrito de subprefectos, agentes directos del poder central (28 de pluvioso del año VIII: 17 de febrero de 1800)".